# Stamboom Maria Stuart (1662-1694)
Dit is de stamboom van Maria Stuart (1662-1694).
| Stamboom Maria Stuart (1662-1694)                                      | Stamboom Maria Stuart (1662-1694)                                    | Stamboom Maria Stuart (1662-1694)                          |
| ---------------------------------------------------------------------- | -------------------------------------------------------------------- | ---------------------------------------------------------- |
| Grootouders                                                            | Karel I Stuart (1600-1649) x Henriette Maria van Bourbon (1609-1669) | Edward Hyde (1609-1674) x Frances Aylesbury                |
| Ouders                                                                 | Jacobus II Stuart (1633-1701) x 1660 Anna Hyde (1637-1671)           | Jacobus II Stuart (1633-1701) x 1660 Anna Hyde (1637-1671) |
| Maria II Stuart (1662-1694) x Willem III van Oranje-Nassau (1650-1702) |                                                                      |                                                            |
| Kinderen                                                               | -                                                                    | -                                                          |